# Central Coast FC
Der Central Coast Football Club ist ein salomonischer Fußballklub aus Honiara.

## Geschichte
Als Gewinner der Saison 2019 in der Honiara League benannten sich die CY Strikers in Central Coast FC um und nahmen mit der Spielzeit 2020/21 erstmals an der Telekom S-League teil. Anschließend gelang es der Mannschaft in der Spielrunde 2021 erstmals die Meisterschaft zu gewinnen. Hierüber nahm die Mannschaft dann auch am nationalen Playoff um einen Platz bei der OFC Champions League 2022 teil, wo man mit einem 6:4 nach Elfmeterschießen im Rückspiel knapp gegen den Vizemeister Solomon Warriors FC obsiegte. In der Gruppenphase setzte man sich dann mit sechs Punkten auch auf Platz zwei fest und schied im Halbfinale gegen den neuseeländischen Vertreter Auckland City schließlich aus.
Nachdem der Klub mit seinem Team die Saison 2023 als Zweiter abgeschlossen hatte, trat dieses wieder in den National-Playoffs um den Einzug in die OFC Champions League 2024 an. Nach einer 0:1-Niederlage im Hin- sowie einem 1:1 im Rückspiel gegen die Solomon Warriors ging es für die Mannschaft hier aber nicht weiter.